# 파니 푸리
파니 푸리(힌디어: पानी पूरी)는 남아시아의 흔한 길거리 음식이다. 속이 빈 둥근 공 모양의 반죽 튀김 안에 감자, 양파, 병아리콩 등을 담고 타마린드 차트니, 고춧가루, 차트 마살라 등으로 양념해 먹는 음식이며, 짭짤하고 매콤하고 시큼한 맛이 난다. 동인도와 방글라데시에서 먹는 "푸치카/푸스카"의 경우에는 양념한 으깬 감자가 들어간다.

## 이름
지역과 언어에 따라 여러 가지 이름으로 불린다.
- 남인도, 마하라슈트라: 파니 푸리(구자라트어: પાણી પૂરી, 네팔어·마이틸리어: पानी पुरी, 마니푸리어: ꯄꯥꯅꯤ ꯄꯨꯔꯤ, 마라티어: पाणी पुरी, 말라얄람어: പാനി പൂരി, 우르두어: پانی پوری, 칸나다어: ಪಾನಿ ಪೂರಿ, 타밀어: பானி பூரி, 텔루구어: పానీ పూరి, 펀자브어: ਪਾਣੀ ਪੂਰੀ, 힌디어: पानी पूरी)
- 우타르프라데시: 파니 케 바타셰(힌디어: पानी के बताशे), 파니 케 파라케(힌디어: पानी के पड़ाके)
- 하리아나: 파니 파타시(힌디어: पानी पतासी)
- 구자라트: 파코디(구자라트어: પકોડી), 파코디 푸리(구자라트어: પકોડી પૂરી)
- 북인도, 파키스탄: 골 가페(우르두어: گول گپے, 힌디어: गोल गप्पे), 골 가파(펀자브어: گول گپے)
- 동인도, 방글라데시: 푸치카(벵골어: ফুচকা, 보지푸리어: 𑂤𑂳𑂒𑂍𑂰), 푸스카(아삼어: ফুচকা), 굽춥(오리야어: ଗୁପଚୁପ)
- 마디아프라데시: 풀키(힌디어: फुलकी)

## 같이 보기
- 세브 푸리